# Prowincja Cankuzo
Cankuzo – jedna z 17 prowincji w Burundi, znajdująca się we wschodniej części kraju, wschodnia i północno-wschodnia granica prowincji jest jednocześnie państwową granicą z Tanzanią.